# Raziel

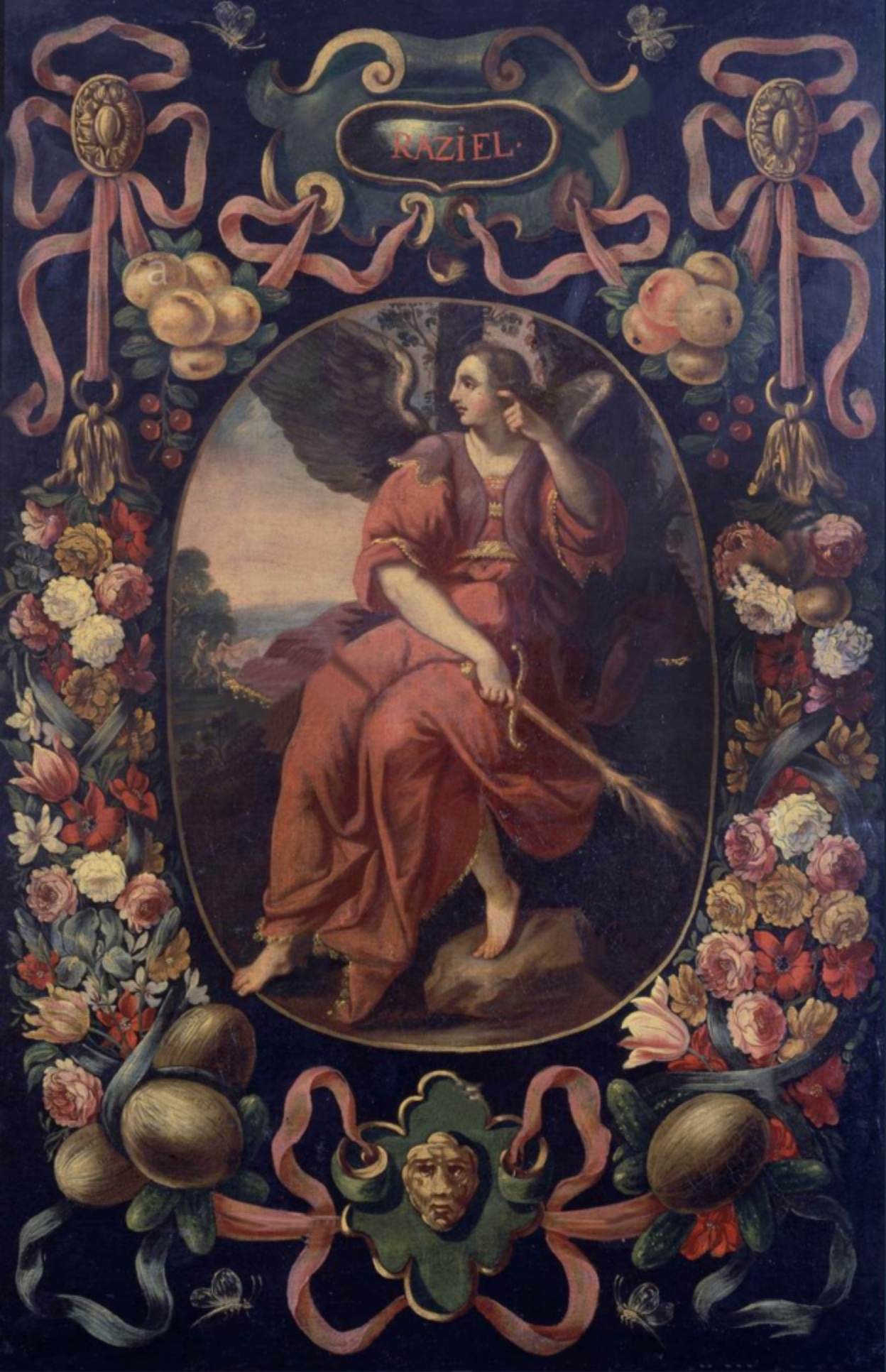
Arcanjo Raziel

Raziel (em hebraico:  רזיאל) ou Galizur é um arcanjo que, dentro dos ensinamentos místicos do Judaísmo, seria o mantenedor dos conhecimentos recônditos. Este anjo é associado à sefirá chochmá e definido como da classe dos ofanim. E seria o responsável por primeiro transmitir os conhecimentos no que se tornaria futuramente a Cabalá, pelo que tais ensinamentos teriam sido consertados e entregues a Adão no que se chamou de Sefer Raziel («livro de Raziel») ou Sefer Raziel HaMalach. Diz-se que o anjo pode saber tudo sobre alguém, desde que lhe fite directamente os olhos, e que pode ser ou achegar a qualquer um que deseje conhecimento na vera.
Conta a história que o anjo Raziel é o autor de um livro que contaria todo o conhecimento do universo, tanto celestial quanto mundano. Esses conhecimentos (secretos) teriam sido compilados pelo anjo por quanto ele ficava rente ao Trono Divino, assim, teria acesso a tudo o quanto se falava e discutia.
Portador que era de todos os segredos divinos, quando Adão e Eva foram expulsos do Jardim do Éden, depois de ambos teres comido da «Árvore do Conhecimento do Bem e do Mal», Raziel, tendo-se compadecido do grão punimento que recebeu o casal, deliberadamente e em desacordo aos postulados divinos, lhes deu seu livro, no escopo de que Adão e Eva pudessem achar seu caminho de volta e lograr melhor bispar a El-Deus.
Entrementes, quando aqueles outros anjos, os quais se achavam sob o comando de Raziel, souberam do sucedido, indignaram-se com seu chefe, tomaram de volta o cartapácio e o jogaram nas profundezas do mar. Rahab, um demônio ancestral dos mares, teria devolvido o livro a Adão e Eva.